# تومليلين
تومليلين هي جماعة قروية في إقليم تارودانت بجهة سوس ماسة جنوب المغرب. وهي تضم 2131 نسمة، حسب الإحصاء العام للسكان والسكنى لسنة 2014.
يبعد مركز الجماعة عن مدينة تارودانت بـ 85 كلم (حوالي ساعة ونصف).

## دواوير الجماعة
- دوار إكضي
- دوار أزغار نبيهميدن
- دوار ابن ادريس
- دوار تيفريت
- دوار أيت أوغاين
- دوار تاورميت
- دوار تومليلين
- دوار تكنيت
- دوار تزكا
- دوار تلات أوكنار
- دوار تفنكراشت
- دوار سوق الثلاث إدوسكا
- دوار تمرينست
- دوار ألما
- دوار أورتي
- دوار باكو
- دوار إشنار
- دوار أمزرو
- دوار أزغار أومسليتن
- دوار تيغرمان
- دوار تيفريت

## التعليم
قائمة المؤسسات التعليمية في جماعة تومليلين:
- مجموعة مدارس ابن سيناء (المركزية: إدوسكا أمليل / الوحدات: ألما - باكو - أمزرو - أزغار أومسليتن - تيغرمان - اكرض)
- مجموعة مدارس معاذ بن جبل (المركزية: تومليلين / الوحدات: تزكا - تافنكراشت - ابن ادريس - تيفريت - أيت أوغاين - أزغار نبيهميدن - تاورميت - إكضي)